# Risoluzione (grafica)

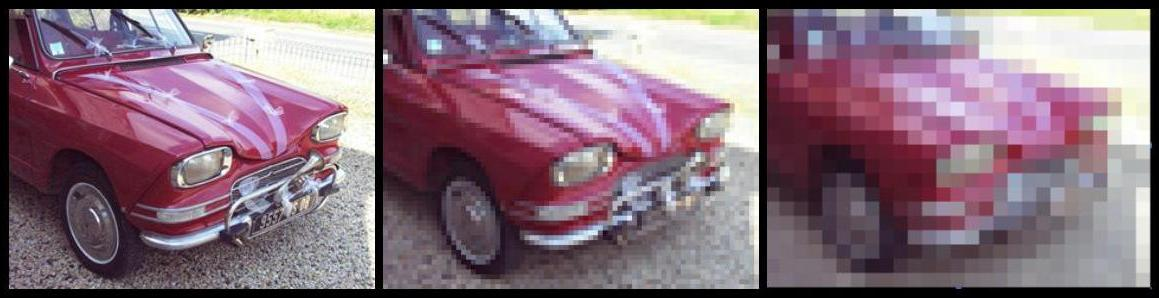
Un esempio della differenza fra la stessa immagine di una automobile ad alta risoluzione (a sinistra), a media risoluzione (al centro) e a bassa risoluzione (a destra).

La risoluzione grafica è la grandezza che quantifica il grado di dettaglio, di un'immagine o flusso d'immagini (video o contenuto multimediale), dato dal numero di punti immagine che la compongono linearmente (larghezza o altezza); e come la risoluzione ottica, è la misura di una densità lineare (non superficiale). Quindi, il termine "risoluzione", comunemente usato per indicare la dimensione superficiale di un'immagine digitale, misurata in array di dots (punti) o picture elements (pixel) disposti in {\displaystyle m} righe ed {\displaystyle n} colonne (vedi Risoluzione dello schermo o Sensore fotografico), utilizzando il risultato dell'espressione {\displaystyle n\times m} (es: sensore da 24 Mp), è spesso fuorviante.

## Definizione

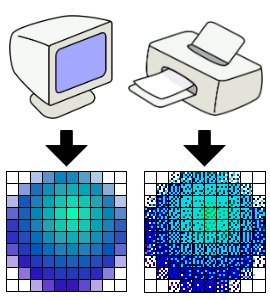
Differenza concettuale tra PPI e DPI

La risoluzione di un'immagine bitmap dipende dalla densità dei pixel che la compongono. E il concetto di risoluzione (intesa come densità) ha senso quando si parla della riproduzione di un oggetto reale (misurabile dimensionalmente), ad esempio l'immagine di una fotografia o la scansione di una pagina scritta o disegnata, ma perde di significato quando viene riferita a un file totalmente generato da un programma di grafica vettoriale.
Il livello di dettaglio di un'immagine digitale dipende dalla risoluzione, cioè dalla quantità di informazione che essa contiene. Ma per vedere la massima risoluzione dell'immagine, è necessario che anche il sistema di riproduzione sia in grado di mostrarla (schermo LCD, Stampante, ecc) e che abbia una dimensione reale adeguata a mostrarla ai nostri occhi. Per descrivere le varie densità di risoluzione è necessario fare alcune differenziazioni. Sebbene simili, le unità di misura della risoluzione DPI, PPI e LPI, si riferiscono a separati metodi di misurazione, nonostante nella pratica tendano a essere utilizzate anche interscambiandole.
- DPI (dots per inch) ‒ Unità di misura della quantità di punti di inchiostro che una stampante può depositare per ogni pollice (inch, che corrisponde a 2,54 cm) di dimensione del foglio (o del materiale stampato). Nella stampa litografica offset, la tipica risoluzione di 300 dpi è diventata uno standard.[3]
- PPI (pixels per inch) ‒ Unità di misura della quantità di pixel compresi in ogni pollice di dimensione lineare (altezza o larghezza) dello schermo col quale visualizzare un'immagine digitale o del sensore fotografico che la campiona. In pratica, è la misura che descrive la dimensione fisica delle immagini digitali bitmap (come le conosciamo).
- LPI (lines per inch) ‒ La frequenza di retino corrisponde al numero di punti di stampa o di celle mezzetinte per pollice usato per stampare immagini in scala di grigio o selezioni colore.[4] Detta anche retinatura o lineatura, la frequenza di retino è misurata in linee per pollice (LPI), cioè linee di celle per pollice in un retino mezzetinte.[4] Maggiore è la risoluzione di una periferica di output, maggiore è la frequenza di retino che potete usare.[4]

## Riproduzione di immagini su web
In Italia, sui siti web non lucrativi, è possibile in qualche caso riprodurre anche le immagini protette da copyright per fini didattici o scientifici, ma esclusivamente a bassa risoluzione: lo garantisce la legge 9 gennaio 2008, n. 2, che integra l'articolo 70 della legge n. 633/41 sul diritto d'autore.. E la distinzione tra "alta risoluzione" e "bassa risoluzione" è regolamentata dalla stessa legge.

## Risoluzione dinamica
Nei contenuti multimediali, come nel caso dei videogame la risoluzione di gioco è un fattore che determina il carico della GPU e la quantità di fotogrammi per secondo (FPS) generati, in alcune situazioni il gioco può presentare un carico molto maggiore rispetto alla norma, il che porta ad un abbattimento dei FPS, rendendo l'esperienza meno fruibile, per evitare questa situazione può essere implementata la risoluzione dinamica affiancata ad uno scaler (preferibilmente hardware), come nel caso della settima generazione delle console, in particolar modo la Xbox 360 e PlayStation 3, questo permette di mantenere un carico relativamente costante sulla scheda grafica (GPU), senza incidere negativamente sul processore centrale (CPU) come nel caso di scaler software (che potrebbe ridurre gli FPS per via di un carico eccessivo sulla CPU, che non sarebbe più in grado di determinare le posizioni della scena 3D).